# (37142) 2000 VK41
2000 VK41 (asteroide 37142) é um asteroide da cintura principal. Possui uma excentricidade de 0.09476000 e uma inclinação de 6.89603º.
Este asteroide foi descoberto no dia 1 de novembro de 2000 por LINEAR em Socorro.